# ماریا شاد
ماریا شاد (انگلیسی: Mariah Shade؛ زادهٔ ۹ دسامبر ۱۹۹۱) بازیکن فوتبال اهل ترینیداد و توباگو است.
وی همچنین در تیم‌های ملی فوتبال Trinidad and Tobago women's national under-17 football team, Trinidad and Tobago women's national under-20 football team، و Trinidad and Tobago women's national football team بازی کرده‌است.